# Perla Beltrán
Perla Judith Beltrán Acosta (30 de septiembre de 1986, Culiacán, Sinaloa, México) es una modelo y exreina de belleza mexicana ganadora del concurso de Nuestra Belleza Mundo México 2008. Representó a México en Miss Mundo 2009 donde obtuvo el puesto de primera finalista.

## Primeros años
Perla Beltrán nació en Culiacán, Sinaloa el 30 de septiembre de 1986. A la edad de 10 años se trasladó junto a su madre Alma Angelina y sus dos hermanos, Alma Rubí y David, al municipio de Guamúchil.
Desde pequeña, Beltrán mostró interés por las reinas de belleza y de carnaval que veía por televisión; sin embargo, jamás pasó por su mente tomar ese sitio. En una entrevista comentó que "era muy tímida, todo me daba vergüenza, no hablaba nada, mi mamá siempre me motivo hasta que un día me dieron una oportunidad en el evento La Modelo del Año Milenium, en Guamúchil, en 2001, y me gustó". Fue la primera corona que obtuvo.
Tras cursar la preparatoria en el Centro de Bachillerato Tecnológico Industrial y de Servicios número 45 de Guamúchil, Beltrán estudió ingeniería industrial y de sistemas en la Universidad de Occidente (Unidad Culiacán), donde obtuvo una licenciatura, a la par que participaba en certámenes y concursos de belleza.

## Carrera

### Nuestra Belleza México
Antes de participar en Nuestra Belleza, participó en Miss Earth México 2007 donde se colocó como la primera finalista como «la señorita aire». En el año 2008 participó en Nuestra Belleza Sinaloa, certamen que se llevó a cabo en el Teatro Ángela Peralta de Mazatlán, el 8 de julio del mismo año, en donde quedó como suplente de Laura Zúñiga. A dos semanas de nuestra Belleza México ella, fue designada por la coordinación nacional para representar al estado de Sinaloa.
Fue así que se preparó para el evento nacional llevado a cabo el 20 de septiembre de 2008 en la Arena Monterrey de Monterrey, Nuevo León. Para el certamen nacional, Beltrán obtuvo los premios al “Cabello más hermoso y radiante” y “Nuestra Modelo”. Este último reconocimiento le dio el pase directo a las quince semifinalistas, donde ganó la corona de Nuestra Belleza Mundo México 2008, dándole el pase a representar a México en Miss World 2009, cuya final se celebró en Johannesburgo, Sudáfrica.

### Miss Mundo
Como representante de México en Miss Mundo, ganó el Miss Mundo Top Model, que le dio el pase a las semifinalistas. Beltrán se había colocado previamente en el Top 12 en el Beach Beauty. Beltrán posteriormente obtuvo el título de Miss Mundo Américas 2009 y se colocó como primera finalista en Miss World 2009 (Miss World first runner up), el 12 de diciembre. De acuerdo con la revista People en Español, Beltrán era la gran favorita a obtener la corona.
En 2010, fue coronada como Miss Grand Slam 2009 por Globalbeauties.com, que se realiza vía internet, con las ganadoras de diferentes certámenes de belleza a nivel internacional, donde además nombrada la más atractiva en América, y se colocó en el Top 10 de la cara del Año y Top 5 de la mujer viva más sexy.
Muchos fanáticos tanto de concursos de belleza de distintos países como de Beltrán, la consideran como la verdadera Miss Mundo 2009. Beltrán se dijo satisfecha de los resultados obtenidos al representar a México en dicho certamen de belleza mundial (Miss World 2009), y aunque esperaba obtener la corona, se fue contenta puesto que dio su mejor esfuerzo y entusiasmo, con más proyectos dentro del mundo del modelaje.

### Carrera política
Durante el gubernatura de Mario López Valdez, fungió como directora de relaciones públicas de la oficina del gobernador del estado de Sinaloa.

## Vida personal
El 1 de diciembre de 2011 abrió la tienda de ropa “Perla Beltrán Fashion Boutique”. Desde el 27 de febrero de 2014, Beltrán se ha desempeñado como Coordinadora Estatal de Mexicana Universal Sinaloa. El 21 de noviembre de 2015 se casó con el empresario José Carlos Castro Padilla.
En 2022 anuncian que se convertirán en papás por primera vez.

## Títulos de belleza
- Modelo del Año del Milenium
- Reina de la Canaco
- Reina del Cbtis 45
- Reina de El Debate
- Reina de ExpoAgro
- Reina de la UdeO
- Reina del Carnaval de Guamúchil
- Reina de Reinas.
- Miss Air
- Nuestra Belleza Sinaloa 2008
- Nuestra Belleza Mundo México 2008[20]
- Miss América (premio entregado en Miss Mundo a la mejor candidata del continente Americano)